# Фролово (сільське поселення село Радгосп імені Леніна)
Фролово (рос. Фролово) — присілок в Дзержинському районі Калузької області Російської Федерації.
Населення становить 40 осіб. Входить до складу муніципального утворення Село Радгосп імені Леніна.

## Історія
Від 2004 року входить до складу муніципального утворення Село Радгосп імені Леніна.

## Населення
| 2002 | 2010 |
| ---- | ---- |
| 40   | →40  |